# Список президентов Юго-Западного Сомали
Это список президентов Юго-Западного Сомали, федерального государства-члена Федеративной Республики Сомали.
Администрация Юго-Западного Сомали — единственная администрация в Сомали, у которой не было вице-президента с момента её создания в 2014 году, хотя пункт 3 статьи 45 Временной конституции Юго-Западной администрации предусматривает, что вице-президенты должны назначаться президентом в консультации с традиционными старейшинами.

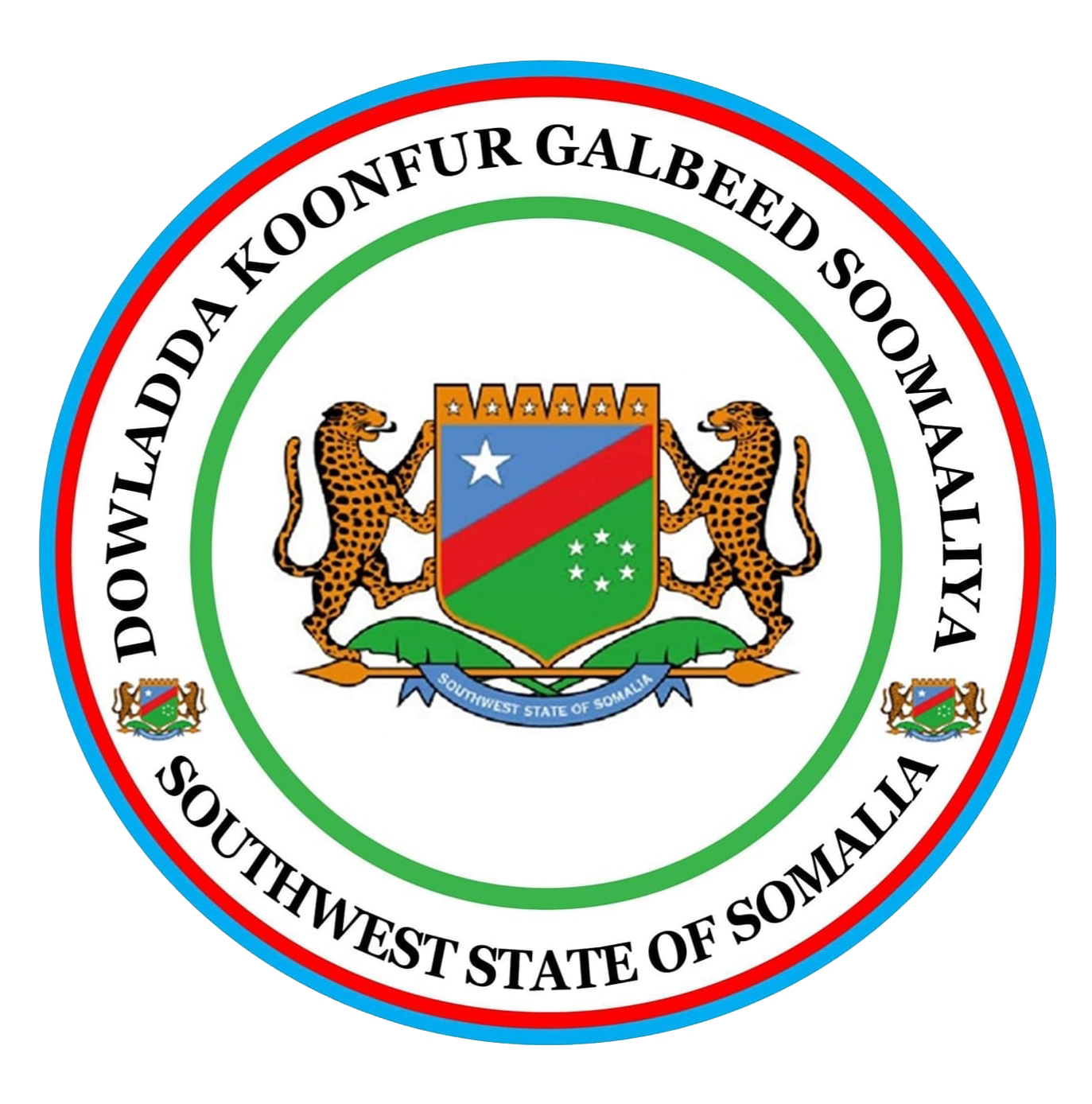
Печать президента Юго-Западного Сомали

## Список
| Портрет | Имя                                  | Полномочия      | Полномочия      | Партия                        |
| Портрет | Имя                                  | Начало          | Окончание       | Партия                        |
| ------- | ------------------------------------ | --------------- | --------------- | ----------------------------- |
|         | Хасан Мохамед Нур Шатигадуд          | 1 апреля 2002   | 3 октября 2002  | Армия сопротивления Раханвейн |
|         | Мадобе Нуноу                         | 3 марта 2014    | 3 декабря 2014  | беспартийный                  |
|         | Шариф Хасан Шейх Адан                | 3 декабря 2014  | 7 ноября 2018   | беспартийный                  |
|         | Абдулкадир Шариф Шехуна Майе (и. о.) | 7 ноября 2018   | 19 декабря 2018 | беспартийный                  |
|         | Абдиазиз Хасан Мохамед               | 19 декабря 2018 | действующий     | беспартийный                  |